# 纪翟路
纪翟路是中國上海市閔行區一條西北-東南走向道路。道路西北起自紀鶴路，東南至紀翟支路，途徑诸翟以及纪王。道路全长4.83公里，路面宽10米。
道路建於1956年。道路起初得名解放路。1981年改為纪翟路，當時道路北至纪鹤公路，南至北翟路（現在的老北翟路-北翟支路）。